# MTFR1L
MTFR1L (англ. Mitochondrial fission regulator 1 like) – білок, який кодується однойменним геном, розташованим у людей на короткому плечі 1-ї хромосоми.  Довжина поліпептидного ланцюга білка становить 292 амінокислот, а молекулярна маса — 31 957.
| 10         |  | 20         |  | 30         |  | 40         |  | 50         |
| ---------- |  | ---------- |  | ---------- |  | ---------- |  | ---------- |
| MSGMEATVTI |  | PIWQNKPHGA |  | ARSVVRRIGT |  | NLPLKPCARA |  | SFETLPNISD |
| LCLRDVPPVP |  | TLADIAWIAA |  | DEEETYARVR |  | SDTRPLRHTW |  | KPSPLIVMQR |
| NASVPNLRGS |  | EERLLALKKP |  | ALPALSRTTE |  | LQDELSHLRS |  | QIAKIVAADA |
| ASASLTPDFL |  | SPGSSNVSSP |  | LPCFGSSFHS |  | TTSFVISDIT |  | EETEVEVPEL |
| PSVPLLCSAS |  | PECCKPEHKA |  | ACSSSEEDDC |  | VSLSKASSFA |  | DMMGILKDFH |
| RMKQSQDLNR |  | SLLKEEDPAV |  | LISEVLRRKF |  | ALKEEDISRK |  | GN         |

A: Аланін

C: Цистеїн

D: Аспарагінова кислота

E: Глутамінова кислота

F: Фенілаланін

G: Гліцин

H: Гістидин

I: Ізолейцин

K: Лізин

L: Лейцин

M: Метіонін

N: Аспарагін

P: Пролін

Q: Глутамін

R: Аргінін

S: Серин

T: Треонін

V: Валін

W: Триптофан

Кодований геном білок за функцією належить до фосфопротеїнів. 
Задіяний у таких біологічних процесах як поліморфізм, альтернативний сплайсинг. 